# Máscara de Bahtinov

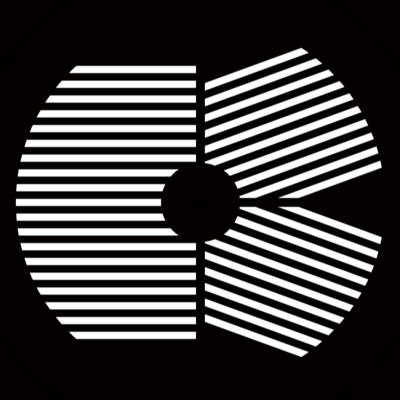
Padrão da máscara de Bahtinov

A máscara de Bahtinov é um dispositivo que ajuda a focalizar corretamente a imagem nos telescópios para observação visual e astrofotografia. Seu nome se deve a Pavel Bahtinov, astrônomo amador russo que criou o dispositivo em 2008.

Simulação do uso da máscara de Bahtinov

A máscara possui três regiões, cada uma contendo perfurações longas paralelas apontando para diferentes direções, como mostra a imagem do padrão desta máscara. Este padrão é o  responsável por produzir ao observador uma figura de difração característica que permite ajustar o foco de maneira ótima quando o telescópio é apontado para uma estrela. A figura de difração consiste em um 'X' e uma terceira linha que se move sobre este 'X' conforme se ajusta o foco do telescópio. A figura ao lado mostra uma simulação da figura de difração formada conforme o foco é ajustado. O foco é ótimo quando a terceira linha divide simetricamente o 'X'.